# Adén
Adén o Aden (árabe: عدن ʿAdan [ˈʕɑdæn]) es una ciudad de Yemen, 170 kilómetros (105 millas) al este del estrecho de Bab-el-Mandeb. Es un puerto natural, construido en una vieja península volcánica y cuyos primeros registros datan de los siglos V y VII antes de Cristo, durante la existencia del Reino de Aswan. Tiene una población de unos 800.000 habitantes.
Adén consiste en un conglomerado de ciudades: la portuaria, la industrial conocida como "pequeña Adén" y Madinat ash-Sha'b, donde se encuentra el gobierno. Al norte de la ciudad vieja están los suburbios de Khormaksar y Sheikh Othman, con un aeropuerto internacional entre ellos.
Esta ciudad fue la capital de la República Democrática Popular del Yemen (Yemen del Sur) hasta que se unieron Yemen del Norte y Yemen del Sur. Luego se la declaró zona de libre comercio. Le da su nombre al golfo de Adén.

## Historia
La estratégica posición del puerto en la ruta entre India y Europa convirtió a Adén en una preciada posesión que diversos gobernantes se disputaron a lo largo de la historia. El país y la región circundante fueron conocidos como la Arabia Felix en el siglo I a. C., siendo uno de los principales lugares de traspaso de mercaderías entre quienes comerciaban a lo largo del mar Rojo, pero cayó en desgracia cuando las nuevas técnicas de navegación permitieron ir de Egipto a India sin hacer escalas en esta ciudad. 

### Dominación portuguesa
En 1497, el navegante portugués Vasco da Gama, descubrió para su reino una nueva ruta marítima hacia la India navegando alrededor del cabo de Buena Esperanza, abriéndose paso a través del océano Índico hasta las costas de Malabar y Kozhikode, atacando las flotas que llevaban cargas y peregrinos musulmanes de la India al mar Rojo y sembrando el terror entre los potentados portuarios. El sultán del Egipto mameluco, Qansuh, se vio ofendido por los ataques al mar Rojo y prometió venganza sobre Portugal, mandando por primera vez enviados a Roma, amenazando al papa Julio II que si no amonestaba a Manuel I de Portugal en sus depredaciones en el Océano Índico, destruiría todos los santos lugares cristianos. Los gobernantes de Gujarat y Yemen también se dirigieron a solicitar ayuda al sultán de Egipto. El sultán mameluco Qansuh al-Ghawri finalmente preparó una flota de 50 buques. Como los mamelucos tenían poca experiencia en la guerra naval, la empresa naval se llevó a cabo con ayuda otomana. En 1508, en la batalla de Chaul, la flota mameluca superó al hijo del virrey portugués, Lourenço de Almeida, pero al año siguiente los portugueses ganaron la batalla de Diu en la que la ciudad portuaria de Diu le fue arrebatada al sultanato de Guyarat. Algunos años después, Afonso de Albuquerque atacó con éxito Adén, mientras las tropas egipcias sufrían un desastre en Yemen. Qansuh al-Ghawri montó una nueva flota para castigar al enemigo y proteger el comercio indio; pero antes de que sus resultados fueran conocidos, en 1517 el Egipto de los mamelucos perdió su soberanía (batalla de Ridaniya) convirtiéndose en parte del Imperio Otomano. En 1538 los turcos otomanos llegan a Adén acabando con la efímera presencia portuguesa en la ciudad.

### Dominación británica
La conquista británica de la ciudad se debió a la negativa del nuevo sultán a compensar por el saqueo de un buque de esa nacionalidad en diciembre de 1836, cuando embarrancó en la zona. El viejo sultán había accedido a indemnizar a los británicos tras largas negociaciones, pero falleció antes de poder hacerlo y su hijo y heredero se negó a cumplir lo acordado por su padre. En consecuencia, los británicos se apodaron de la ciudad el 19 de enero de 1839. El puerto estaba a casi la misma distancia del canal de Suez, Bombay y Zanzíbar, todas ellas preciadas posesiones del Imperio británico. La ciudad quedaría bajo su control hasta 1967.
Adén fue gobernado como parte de la colonia de India hasta 1937, año en el que pasó a ser una Colonia de la Corona ("Crown Colony").

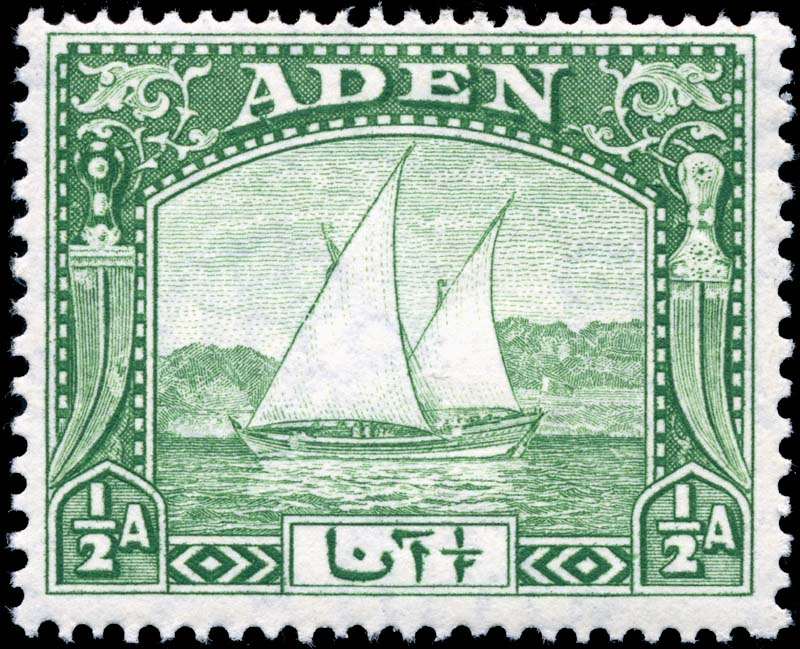
Estampilla de Adén de 1937 que muestra un dhow.

La privilegiada localización de Adén también provocó que se convirtiese en un importante punto de distribución de correo de Europa al océano Índico y viceversa, ya desde 1839, aunque solo en 1857 fue nombrado un jefe de correos. Adén usó estampillas de la India Británica hasta que pasó a ser una colonia separada, en 1937. Las primeras estampillas solamente podían distinguirse por la presencia del número 124 (el código de Adén en el sistema postal indio), pero luego comenzaron a portar el nombre de la ciudad, como las que se pueden observar en los recuadros.

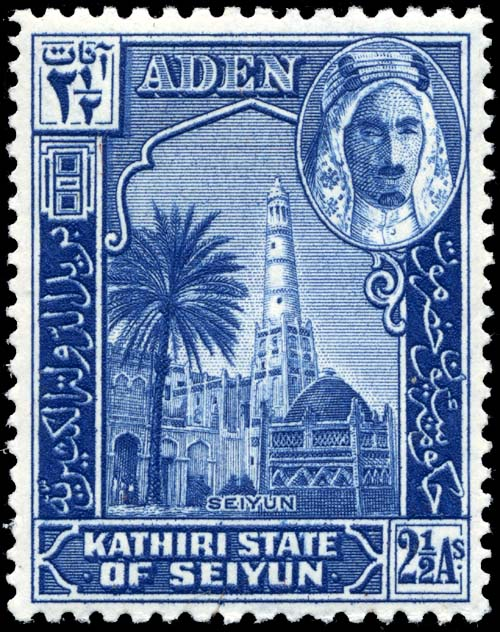
Estado kazirí de Seiyun, 1942.

En 1956 los británicos perdieron el canal de Suez, durante el gobierno nacionalista de Gamal Abdel Nasser, por lo cual Adén pasó a ser la más importante base que poseían en la zona.

### Crisis en Adén
En 1963, embravecidos por las palabras de Gamal Abdel Nasser, a la sazón presidente de Egipto y uno de los principales opositores de la presencia colonial británica en el Medio Oriente, los ciudadanos de Adén empezaron a reclamar la independencia que los europeos les negaban. Tras la creación de la República Árabe Unida, Nasser pretendió incluir a Yemen y Adén en este grupo, pero los británicos contraatacaron creando la Federación de Arabia del Sur, que luego se convertiría en Yemen del Sur. Esta federación incorporaba los territorios de Adén y sus protectorados, y recibió fuertes críticas por parte de la población nativa.
Más adelante, ese mismo año, se comenzaron a producir escaramuzas entre los egipcios y una guerrilla comandada por los británicos y financiada por sus aliados saudíes. Esto no tardó en trasladarse a Adal y surgió el "Frente de Liberación Nacional" (FLN) cuyo objetivo era obligar a los británicos a retirarse. Los atentados empezaron a cobrarse vidas, y muy pronto el gobierno declaró el estado de emergencia. 
En enero de 1964, los soldados del Reino Unido avanzaron hacia las zonas montañosas de la frontera, donde se enfrentaron a la guerrilla egipcia y sus aliados del Frente de Liberación Nacional. Hacia octubre del mismo año, el ataque demostró ser efectivo y los atentados se redujeron en número y acontecían en a
áreas aisladas. Posteriormente, el nuevo gobernante británico anunció que se comenzaría un plan para entregar el poder a la Federación de Arabia del Sur en 1968, pero que los soldados europeos seguirían asentados en la región. Los guerrilleros respondieron recrudeciendo sus ataques hasta un punto nunca antes visto, con unos 280 atentados en 1965 y más de 500 al año siguiente. En 1966, el gobierno británico anunció que al declararse la independencia todos sus soldados se retirarían del país. En respuesta a esto, surgió un grupo socialista conocido como "Frente para la Liberación del Yemen del Sur Ocupado" (FLYSO), que comenzó a disputarse el poder con el Frente de Liberación Nacional y a atacar a los británicos.
En enero de 1967 se originaron numerosas revueltas de partidarios del Frente de Liberación Nacional y el Frente para la Liberación del Yemen del Sur Ocupado en el sector árabe de la ciudad de Adén, que se extendieron por muchas semanas, a pesar del intento por intervenir de las tropas británicas. Al mismo tiempo siguieron los atentados, los rebeldes incluso destruyeron un avión DC-3 en un episodio sin supervivientes. Al mismo tiempo, las dos facciones nacionalistas se atacaban ferozmente, luchando por el vacío de poder que quedaría cuando se retirasen los británicos. 
El 20 de junio de 1967 estalló un motín en el Ejército de la Federación de Arabia del Sur, que también involucró a las fuerzas policiales. Los británicos consiguieron sofocarlo con gran esfuerzo, en gran medida gracias al trabajo del regimiento Argyll y Sutherland, de las tierras altas de Escocia (Argyll and Sutherland Highlanders), comandados por el teniente coronel Colin Mitchell.
Finalmente, el 30 de noviembre de 1967, los británicos se retiraron de Aden. Los Infantes de Marina Reales (Royal Marines), que habían sido las primeras tropas que desembarcaron en 1839, fueron las últimas en abandonar el lugar.

## Independencia
Después de la partida de los británicos y una corta guerra civil, el sultán fue depuesto en 1967. Grupos marxistas comenzaron a acumular poder y apoyo popular en 1968 y 1969, hasta que, finalmente, el nuevo Estado pasó a ser la República Popular Democrática de Yemen, más conocida como Yemen del Sur, el 1 de diciembre de 1970.
El 7 de julio de 1994, Adén fue ocupada por tropas del Ejército yemení, procedentes de Yemen del Norte, tras una sublevación por parte de partidarios del antiguo régimen socialista suryemení.[cita requerida]
En las cercanías de esta ciudad se llevó a cabo el atentado contra el USS Cole, el 12 de octubre de 2000.

## Economía

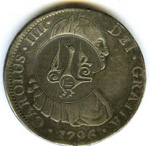
Moneda de 8 reales con resello estampado en Adén en 1870. Dicho resello lleva ave con leyenda en árabe.

La economía de este pequeño territorio gozó de un gran crecimiento a partir de la construcción del canal de Suez, que fue inaugurado en 1869 por la emperatriz Eugenia de Montijo, esposa de Napoleón III. En 1870, cuando el canal se abrió a la navegación, se permitió la circulación de monedas extranjeras en toda la región, estampando un resello circular en todas ellas. Este particular resello contenía el dibujo de un ave con la leyenda “ADEN” en árabe, y fue utilizado sobre reales de a 8 españoles, táleros de María Teresa de Austria y 5 francos de Napoleón.

## Hermanamientos
- Shanghái, China
- Berbera, Somalia ( Somalilandia)